# Последний контракт (фильм, 2006)
«Последний контракт» (англ. Final Contract: Death on Delivery) — немецкий фильм-боевик Акселя Занда, вышедший в 2006 году.

## Сюжет
Молодой американец Дэвид Гловер после смерти матери приехал в Германию и устроился работать у своего дядюшки в компании экспресс-почты «Berling Express». Ему нравится молодая сотрудница компании Дженни, которая выиграла грант на учёбу в университете Барселоны и собирается уезжать. В день перед её отъездом, когда Дженни сама пригласила нерешительного Дэвида на вечеринку, с ним случается странная история. В его машину вскакивает молодая женщина Лара, представившаяся работником федеральной полиции и спасающаяся от преследующих её людей в чёрных машинах. Он помогает ей спастись, заказывает номер в гостинице и оказывается в одной постели. Утром Лара исчезает, в гостинице убивают важного свидетеля идущего в городе судебного процесса, а Дэвид становится главным подозреваемым. Его спасает… Лара, которая оказывается известнейшим профессиональным киллером Лоркой, за которым и идёт охота. Теперь Дэвид между двух огней: федералы считают его киллером Лоркой, а настоящая Лорка захватила в заложники Дженни. Сможет ли Дэвид спасти Дженни и поймать настоящую Лорку?

## В ролях
| Актёр       | Роль         |
| ----------- | ------------ |
| Дрю Фуллер  | Дэвид Гловер |
| Элисон Кинг | Лара / Лорка |
| Кен Боунс   | Хиллман      |
| Таня Вензел | Дженни       |
| Тим Стид    | Кох          |
| Сэм Дуглас  | Штрассер     |
| Джоэл Кирби | Шнайпер      |

## Съёмочная группа
- Режиссёр: Аксель Занд (Axel Sand)
- Сценаристы: Андреас Брюн (Andreas Brune), Свен Фрауенхофф (Sven Frauenhoff), Сабина Ляйперт (Sabine Leipert), Джулия Ньюманн (Julia Neumann), Кристоф Шлевински (Christoph Schlewinski)
- Исполнительные продюсеры: Аксель Бар (Axel Bär), Гельмут Брюйер (Helmut Breuer), Ролан Хергерт (Rolant Hergert)
- Продюсер: Герман Йоха (Hermann Joha)
- Оператор: Аксель Занд
- Композиторы: Яро Мессершмидт (Jaro Messerschmidt), Ник Рейх (Nik Reich)
- Редактор: Мартин Ранер (Martin Rahner)

Производство Action Concept и Pictorion_das Werk.

## Интересные факты
- Премьера состоялась 10 февраля 2006 года на Берлинском международном кинофестивале.
- Рабочее немецкое название фильма — Dark Ride.
- Французское название фильма — Contrat à haut risque.